# Gadarpur
Gadarpur là một thành phố và là nơi đặt ban đô thị (municipal board) của quận Udham Singh Nagar thuộc bang Uttaranchal, Ấn Độ.

## Nhân khẩu
Theo điều tra dân số năm 2001 của Ấn Độ, Gadarpur có dân số 13.638 người. Phái nam chiếm 54% tổng số dân và phái nữ chiếm 46%. Gadarpur có tỷ lệ 64% biết đọc biết viết, cao hơn tỷ lệ trung bình toàn quốc là 59,5%: tỷ lệ cho phái nam là 69%, và tỷ lệ cho phái nữ là 59%. Tại Gadarpur, 16% dân số nhỏ hơn 6 tuổi.